# باشگاه فوتبال چزنت
باشگاه فوتبال چزنت (به انگلیسی: Cheshunt Football Club) یک باشگاه فوتبال در شهر چزنت، کشور انگلستان است که در سال ۱۹۴۶ میلادی تأسیس شده‌است.